# A Day to Remember
A Day to Remember (abreviado comúnmente ADTR) es una banda estadounidense de Pop Punk y Metalcore formada en Ocala, Florida, en 2003. Se caracterizan por la fusión del metalcore con el pop punk. El grupo se encuentra actualmente formado por Jeremy McKinnon (voz), Neil Westfall (guitarra rítmica), Alex Shelnutt (batería) y Kevin Skaff (guitarra principal).

## Historia

### Inicios y álbum debut (2003-2006)
Después de probar suerte en distintas bandas de la escena musical de Florida, el cantante Jeremy McKinnon, los guitarristas Neil Westfall y Tom Denney, así como el bajista Joshua Woodard y el baterista Bobby Scruggs se unieron para formar A Day to Remember en el año 2003. Tras lograr cierto reconocimiento en el circuito musical local, la banda se embarcó en el DIY tour, llegando a tocar en más de 200 shows. Gracias a esto despertaron la atención de ciertas compañías discográficas. Tal fue el caso de Indianola Records, con la cual firmaron para grabar su primer disco, And Their Name Was Treason, el cual fue lanzado en mayo de 2005. El disco logró vender 8000 copias sin mayor referencia ni publicidad que la generada en boca de la gente. No obstante, los miembros de la banda sentían que cosas más importantes estaban por venir. En una entrevista, Woodard comentó: «Un amigo me mencionó que tenía un contacto en Victory Records [...] No le creí, pero de todas maneras entablé comunicación con el contacto. Nos escribimos mediante correo electrónico durante seis meses hasta que un día él fue a cubrir la filmación de un concierto que estabamos haciendo junto a la banda On the Last Day en un pueblo a las afueras de Chicago. Era nuestra primera vez en Illinois, pero había alrededor de 50 o 60 chicos que cantaban nuestras canciones como si fuesen seguidores de toda la vida. Al final el sujeto nos preguntó si nos interesaba hacer una muestra para Victory, a lo que accedimos al instante».

### Victory Records (2007-2010)
Luego de firmar con Victory, la banda se juntó con el nuevo baterista Alex Shelnutt entraron a los Estudios Zing para grabar su segundo álbum de estudio, titulado For Those Who Have Heart. Dicho trabajo fue puesto a la venta en enero de 2007 alcanzando el #17 en la lista de nuevos discos de Billboardy el #43 en la lista de los mejores álbumes independientes. El 24 de septiembre de 2007, colgaron en su página del MySpace un cover del éxito de Kelly Clarkson, "Since U Been Gone". Dicha canción sería colocada más adelante en la reedición de For Those Who Have Heart, publicada en febrero de 2008.
A Day to Remember salió de gira en el Reino Unido por primera vez en enero de ese mismo año junto a The Devil Wears Prada y Alesana en el Road To Download Tour, para luego ser nominados en los premios Kerrang! de 2008 en la categoría de mejor nueva banda internacional. Sin embargo el premio fue otorgado a Black Tide. Luego de esto, la banda tuvo una larguísima gira como teloneros de Silverstein junto a bandas como Dear Chicago, y Protest the Hero (quienes dejaron el tour a la mitad, siendo remplazados por A Static Lullaby). 
El 6 de abril de 2008 la banda tocó en el Bamboozle Left en el Verizon Amphitheater en Irvine, California y en uno de los dos días del Bamboozle Festival, llevado a cabo en East Rutherford, New Jersey los días 3 y 4 de mayo. Asimismo formaron parte del Download Festival en junio, y el 2008 Vans Warped Tour. 
La banda también formó parte de todas las fechas del "Easycore Tour" junto a New Found Glory, Four Year Strong, Crime in Stereo e International Superheroes of Hardcore.
En octubre de 2008, salió al mercado, vía Victory Records una versión remezclada y remasterizada de su primer álbum, And Their Name Was Treason, bajo el nombre de Old Record. En diciembre de ese año, A Day to Remember volvió a salir de gira, esta vez en Australia, junto a Parkway Drive, Suicide Silence, The Acacia Strain y Confession. Ese mes, la banda finalizó la grabación de su tercer álbum, Homesick. Fue lanzado el 2 de febrero de 2009 en Europe y el día siguiente en los Estados Unidos.
El álbum se ubicó en el #21 del Billboard's Top 200 y llegó al #1 de la lista de Mejores Álbumes Independientes. Adicionalmente figuró en la lista de los "Mejores 40 Discos del mes" de la revista Rolling Stone'en el puesto 21. Luego de dos mini giras en el Reino Unido(en donde vedieron todas las entradas), A Day to Remember realizó una gira europea en febrero de 2009, tocando por primera vez en Alemania. Contaron con el apoyo de las bandas For The Fallen Dreams y Kenai, como actos de apertura.
Previamente a la gira en los Estados Unidos programada entre marzo y mayo del 2009, junto a The Devil Wears Prada, Sky Eats Airplane y Emarosa, el guitarrista Tom Denney sufrió la fractura de su muñeca. Kevin Skaff exintegrante de Four Letter Lie lo remplazó durante la gira. 
La banda está confirmada para tocar en todas las fechas del Warped Tour 2009, así como para participar en el Download Festival 2009, salir de gira por Asia, Australia y Nueva Zelanda en agosto y septiembre, además de apoyar a Bring Me The Horizon en su gira por el Reino Unido en octubre de 2009. 
Recientemente la banda participó en el compilatorio Punk Goes Pop 2 de Fearless Records, con la versión de la canción de The Fray Over My Head (Cable Car).
El 2 de junio la banda anunció la salida oficial de la banda por parte de Tom Denney. La razón principal que argumentaban era que Denney se iba porque quería concentrarse en su matrimonio, familia y enfocarse en sus proyectos personales, entre los cuales destaca su propio estudio de grabación. No obstante señalaban, que el continuaría dentro de la banda como apoyo moral y formaría parte del proceso creativo y las composiciones de la banda. Kevin Skaff pasó a remplazarlo de forma definitiva.
El primer sencillo The Downfall of Us All fue lanzado como contenido descargable para Rock Band y Rock Band 2en el Warped Tour 01 Pack.

### What Separates Me From You(2010-2011)

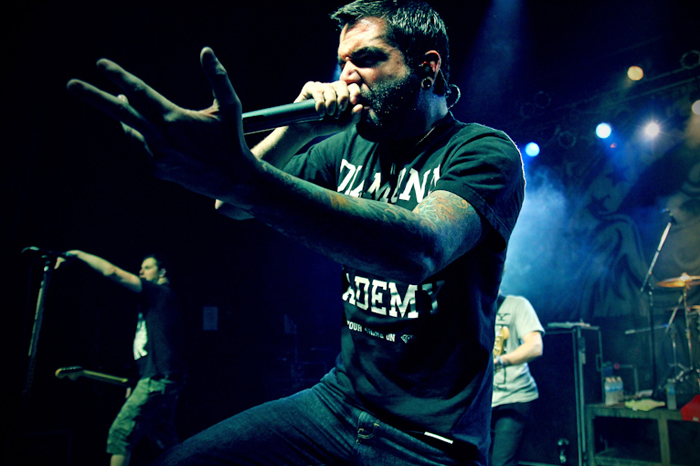
Jeremy en Buenos Aires, Argentina, durante un recital en el Teatro Colegiales 2011.

Más tarde, lanzarían un nuevo álbum en el año 2010 llamado What Separates Me from You, del cual lanzaron un vídeo oficial llamado All I Want siendo todo un éxito.
En marzo/abril del 2011 se programan y confirman fechas para un Sudamérica Tour en junio, que incluye a Argentina, Brasil, y Chile.
El 7 de junio del 2011 se presentan en Chile, Teatro Teletón, siendo todo un éxito, convocando a más de 1.500 personas y además tocando Since U Been Gone , siendo que no estaba contemplado en los temas que tocarían.
El 12 de junio se presentaron también en el Teatro de Colegiales, en Argentina, llevando a cientos de fanáticos de todos los puntos del país.

### Common Courtesy(2013)
Fue lanzado el 8 de octubre de 2013. Es un disco que consta de 13 canciones. Antes de que fuese estrenado, se lanzaron dos canciones que contiene el disco: Violence (Enough is Enough), y Right Back At It Again.
En mayo de 2014 comenzó su tour llamado "Latin American Tour" comenzando por México y pasando por países como: Argentina, Chile, Brasil, etc. En este tour la banda tuvo colaboraciones de otras bandas como Of Mice and Men y Silverstein.

### Bad Vibrations(2015-2018)
El 30 de septiembre de 2015, el guitarrista Neil Westfall anunció en una entrevista con Ultimate Guitar que la banda estaba trabajando en un nuevo material casualmente, sin una fecha de lanzamiento prospectiva. 
El 9 de marzo de 2016, Paranoia se estrenó a través de Beats 1. La canción fue grabada con Bill Stevenson de Descendants/All. Fue lanzado como sencillo el 11 de marzo. El videoclip fue lanzado en el mismo día, dirigido por Ethan Lader. El 2 de junio de 2016, otra canción titulada Bad Vibrations fue lanzada, junto con un videoclip. También se anunció que la canción sería la que daría título a su sexto álbum Bad Vibrations que se lanzaría el 2 de septiembre de 2016.

### You're Welcomey partida de Woodard (2019-2021)
El 14 de junio de 2019, el productor de EDM Marshmello lanzó una canción de colaboración con la banda titulada "Rescue Me", que marca el primer lanzamiento de la banda en tres años.
El 20 de agosto de 2019, la banda lanzó un nuevo sencillo titulado "Degenerates" y reveló que ahora están firmados con Fueled by Ramen. Durante un show íntimo gratuito en la House Of Vans en Londres el 21 de agosto de 2019, la banda anunció que su séptimo álbum se llamará You're Welcome y se lanzaría más tarde ese año. El 2 de agosto, la banda anunció en sus redes sociales su encabezado "The Re-Entry Tour" con Asking Alexandria y Point North como actos de apoyo. La preventa de boletos comenzó al día siguiente, y las ventas reales comenzaron el 6 de agosto.
El 13 de octubre, se anunció que el bajista fundador Joshua Woodard había dejado la banda debido a las acusaciones abordadas de conducta sexual inapropiada en el pasado de 2020.

### Big Ole Album Vol. 1(2022-presente)
El 21 de julio de 2022, la banda lanzó un sencillo llamado "Miracle". El 31 de mayo de 2024, la banda lanzó un sencillo llamado "Feedback". El 18 de febrero de 2025, la banda lanzó por sorpresa su octavo álbum de estudio Big Ole Album Vol. 1, que incluye "Miracle" y "Feedback".
El álbum se lanzó primero solo en formato físico y está previsto que esté disponible en servicios de streaming el 21 de marzo

## Estilo
El estilo de la banda es: easycore, metalcore y punk pop.
Aunque el cuarteto es catalogado como una banda de post-hardcore por algunos de sus guturales en canciones melódicas, se les atribuye influencias de distintos géneros. Entre ellos figuran el rock punk, metalcore, el post-hardcore e incluso el death metal melódico en pocas canciones. El estilo musical de la banda es descrito por los medios como " una mezcla de death metal gutural y pegadizas melodías pop punk" o simplemente como "un cruce entre el pop punk y el metalcore", el género easycore, creado por la banda New Found Glory.
Miembros de A Day to Remember han citado a New Found Glory, Blink-182, NOFX, Bury Your Dead, Comeback Kid, Millencolin, On Broken Wings y Seventh Star como influencias. En Common Courtesy McKinnon mencionó como inspiraciones a Mumford & Sons, Living with Lions y Coldplay.

## Miembros
| Miembros actuales - Jeremy McKinnon (Jeremiah Wade McKinnon) - voz, guitarra acústica (2003–presente) - Neil Westfall (Neil Bryon Westfall) - guitarra rítmica, coros (2003–presente) - Kevin Skaff (Kevin Daniel Skaff) - guitarra principal, segunda voz (2009–presente) - Alex Shelnutt (Alexander Ruben Shelnutt) - batería (2006–presente) | Antiguos miembros - Bobby Scruggs (Robert David Scruggs) - batería (2003–2006) - Tom Denney (Thomas Rupert Denney) - guitarra principal, coros (2003-2009) - Joshua Woodard (Joshua Anthony Woodard) - bajo (2003–2021) |

## Discografía

### Álbumes de estudio
- 2005: And Their Name Was Treason
- 2007: For Those Who Have Heart
- 2009: Homesick
- 2010: What Separates Me from You
- 2013: Common Courtesy
- 2016: Bad Vibrations
- 2021: You're Welcome
- 2025: Big Ole Album Vol. 1